# Irgakły
Irgakły (ros. Иргаклы) – wieś w Rosji, w Kraju Stawropolskim, w rejonie stiepnowskim. W 2010 liczyła 3965 mieszkańców.